# Черняковка (Полтавская область)
Черняковка (укр. Черняківка) — село,
Черняковский сельский совет,
Чутовский район,
Полтавская область,
Украина.
Код КОАТУУ — 5325484201. Население по переписи 2001 года составляло 773 человека.
Является административным центром Черняковского сельского совета, в который, кроме того, входят сёла
Верхние Ровни,
Кочубеевка и
Нижние Ровни.

## Географическое положение
Село Черняковка находится в 3-х км от правого берега реки Коломак,
примыкает к селу Кочубеевка.
К селу примыкает большой лесной массив, дуб.
Рядом проходит автомобильная дорога Т-1722.

## Экономика
- Кооператив «Черняковский».

## Объекты социальной сферы
- Школа І—ІІ ст.
- Библиотека.

## Известные люди
- Башкирцева Мария Константиновна (1858—1884) — французская художница российского происхождения, автор знаменитого дневника, жила в селе Черняковка.
- Ушаков, Семён Лукич (1922—1976) — художник кино.